# Ernst Pfündel
Ernst Pfündel (* 14. Februar 1938; † 25. November 2020) war ein deutscher Basketballschiedsrichter.

## Leben
Der aus Magdeburg stammende Pfündel wurde als Schiedsrichter vom Basketball-Weltverband FIBA eingesetzt. Des Weiteren war er nach dem Ende der Deutschen Demokratischen Republik beim Basketballverband Sachsen-Anhalt als Funktionär tätig und übte von 1990 bis zum Jahr 2000 das Amt des Rechtswarts aus. Im Jahr 2009 wurde Pfündel im Rahmen der Aktion „Teamwork“ des Deutschen Basketball-Bundes für seine ehrenamtliche Funktionärstätigkeit geehrt. Er wurde als „einer der Wegbereiter des Magdeburger Basketballs“ bezeichnet.